# Cyclopodia aspinosa
Cyclopodia aspinosa är en tvåvingeart som beskrevs av Maa 1966. Cyclopodia aspinosa ingår i släktet Cyclopodia och familjen lusflugor. Inga underarter finns listade i Catalogue of Life.